# Radika
La Radika (en macédonien : Радика, en albanais Radikes) est une rivière du Kosovo et de la Macédoine du Nord, tributaire du Drin noir, donc un sous-affluent du Drin. 

## Géographie
La rivière fait 70 kilomètres de long, mais sa section supérieure étant appelée Crni Kamen, elle ne fait en elle-même que 52 kilomètres de long. 
Elle prend sa source dans les monts Šar, au Kosovo, puis rejoint au sud la Macédoine du Nord. Elle descend alors vers le Drin noir, dont elle est tributaire, en longeant la frontière albanaise. Elle se jette dans le Drin au sud de la ville de Debar. Le Drin noir coule ensuite vers l'ouest, en Albanie, où il rejoint le Drin blanc avant de se jeter dans la mer Adriatique. 

## Aménagements et écologie
La Radika possède un fort potentiel hydroélectrique et elle est contenue par plusieurs barrages en Macédoine du Nord. Son confluent avec le Drin noir est d'ailleurs devenu un important lac de barrage, le lac de Debar.